# Président de la république d'Angola
Le président de la république d'Angola (en portugais : Presidente da República de Angola) est le chef de l'État et du gouvernement de l'Angola. Ses compétences politiques et institutionnelles sont régies par la constitution de 2010.

## Système électoral
Le président de l'Angola est élu en même temps que les membres de l'Assemblée nationale. Le candidat figurant comme tête de liste du parti arrivé en tête est élu président pour un mandat de cinq ans concomitant à celui de l'assemblée nationale, renouvelable une seule fois.